# フィラッティエーラ
フィラッティエーラ(伊: Filattiera)は、イタリア共和国トスカーナ州マッサ＝カッラーラ県にある、人口約2,200人の基礎自治体（コムーネ）。

## 地理

### 位置・広がり

#### 隣接コムーネ
隣接するコムーネは以下の通り。括弧内のPRはパルマ県所属を示す。
- バニョーネ
- コルニーリオ (PR)
- ムラッツォ
- ポントレーモリ
- ヴィッラフランカ・イン・ルニジャーナ

### 気候分類・地震分類
フィラッティエーラにおけるイタリアの気候分類 (it) および度日は、zona E, 2191 GGである。
また、イタリアの地震リスク階級 (it) では、zona 2 (sismicità media) に分類される。

## 行政

### 分離集落
フィラッティエーラには、以下の分離集落（フラツィオーネ）がある。
- Caprio, Cavallana, Dobbiana, Gigliana, Lusignana, Migliarina, Ponticello, Rocca Sigillina, Scorcetoli (Stazione), Serravalle